# Antoinette Des Houlières
Antoinette Des Houlières, ovvero Antoinette de Lafon de Boisguérin des Houlières, nata Antoinette du Ligier de la Garde, detta anche Madame Deshoulières (Parigi, 1634 o 1638 – Parigi, 17 febbraio 1694), è stata una letterata francese.
Era figlia di Melchior du Ligier, Signore de la Garde, Cavaliere dell'ordine del re e di Claude o Claudine Gaultier. Il padre godeva di un considerevole patrimonio ed era stato maestro di palazzo della regina Maria de' Medici e poi della regina Anna d'Asburgo. La madre era nipote di Benoit Milon, signore di Wideville, Primo 
Intendente delle Finanze sotto il regno di Enrico III e presidente della Chambre des comptes a Parigi.

## Biografia
Quale sia stato l'esatto anno di nascita, è certo che Antoinette Des Houlières sia stata battezzata il 2 gennaio 1638 nella chiesa di Saint-Germain-l'Auxerrois a Parigi.
Al suo battesimo ebbe come padrino Maistre Pierre Poncet, consigliere alla Cour des aides, e per madrina Anthoinette Ribier, moglie di Messire Benigne Blondeau Bourdin, consigliere del re.
Bella e istruita, Antoinette du Ligier de la Garde conosceva il latino, lo spagnolo e l'italiano, quando sposò, nel 1651, Guillaume de Lafon de Boisguérin, signore des Houlières, distinto funzionario, vecchio maestro di palazzo del re, divenuto tenente colonnello seguendo le fortune del Gran Condé e che morì nel 1693, lasciandola in miseria, poiché tutti i suoi beni erano stati sequestrati durante il loro soggiorno in Belgio.
La coppia fu presentata, negli anni fra il 1654 e il 1661 al giovane re Luigi XIV, alla regina madre Anna d'Asburgo e al cardinale Giulio Mazzarino da Michel Le Tellier, allora Ministro della Guerra, poi cancelliere di Francia.
Madame Deshoulières e suo marito avevano accettato d'abbandonare il partito del principe di Condé e di approfittare dell'amnistia che il re accordava a coloro che volevano tornare dall'esilio. Monsieur Deshoulières fu successivamente nominato Maresciallo di campo e governatore della città di Sète, in Linguadoca.
Dal 1657 ella frequentava i salotti letterari del Marais e conduceva l'esistenza d'una donna libera. Incontrò Madeleine de Scudéry e Madame de Sévigné. I suoi primi poemi datano dal 1672.
Era legata a Pierre e Thomas Corneille, a Esprit Fléchier, Jules Mascaron, Paul Pellisson, ecc. I suoi contemporanei la soprannominarono «La Decima Musa», la Calliope francese. Antoinette Deshoulières si cimentò pressoché in tutti i generi letterari: dalla canzone alla tragedia, ma riuscì soprattutto nell'idilio e nell'egloga.
Eletta all'Accademia dei Ricovrati nel 1684 ed all'Accademia di Arles nel 1689; ella fu la prima donna accademica in Francia.
Morì di tumore al seno nel 1694 (la figlia morirà nel 1718 della stessa malattia).
La salma di Antoinette Deshoulières fu inumata il 19 febbraio 1694 nella chiesa di San Rocco a Parigi. La figlia Antoinette-Thérèse, morta l'8 agosto 1718 e più nota col nome di Mademoiselle Deshoulières, anch'essa letterata, le sarà inumata a fianco.
Ammirato soprattutto il suo Idylle des Moutons, toccante allegoria nella quale ella deplora in bei versi le sorti dei suoi figli, che avevano perduto il padre (l'Idilio fu scritto con la speranza di ricevere un sostegno finanziario dal re).

## Riconoscimenti
- La facciata del Grand Chalet de Rossinière, ove visse il pittore Balthus, è decorato con testi in parte tratti dai suoi poemi (1756).
- Nel 1834 Jean-Pierre Vibert ha creato la rosa (rosa gallica) Deshoulières[2].
- Nel 2001, Jean-Louis Murat, su arrangiamenti di Daniel Meier e con la voce di Isabelle Huppert, le ha reso omaggio facendo rivivere, su un CD, il suo spirito utilizzando alcuni suoi testi ed una musica barocca.

## Opere
(in lingua francese salvo diverso avviso)

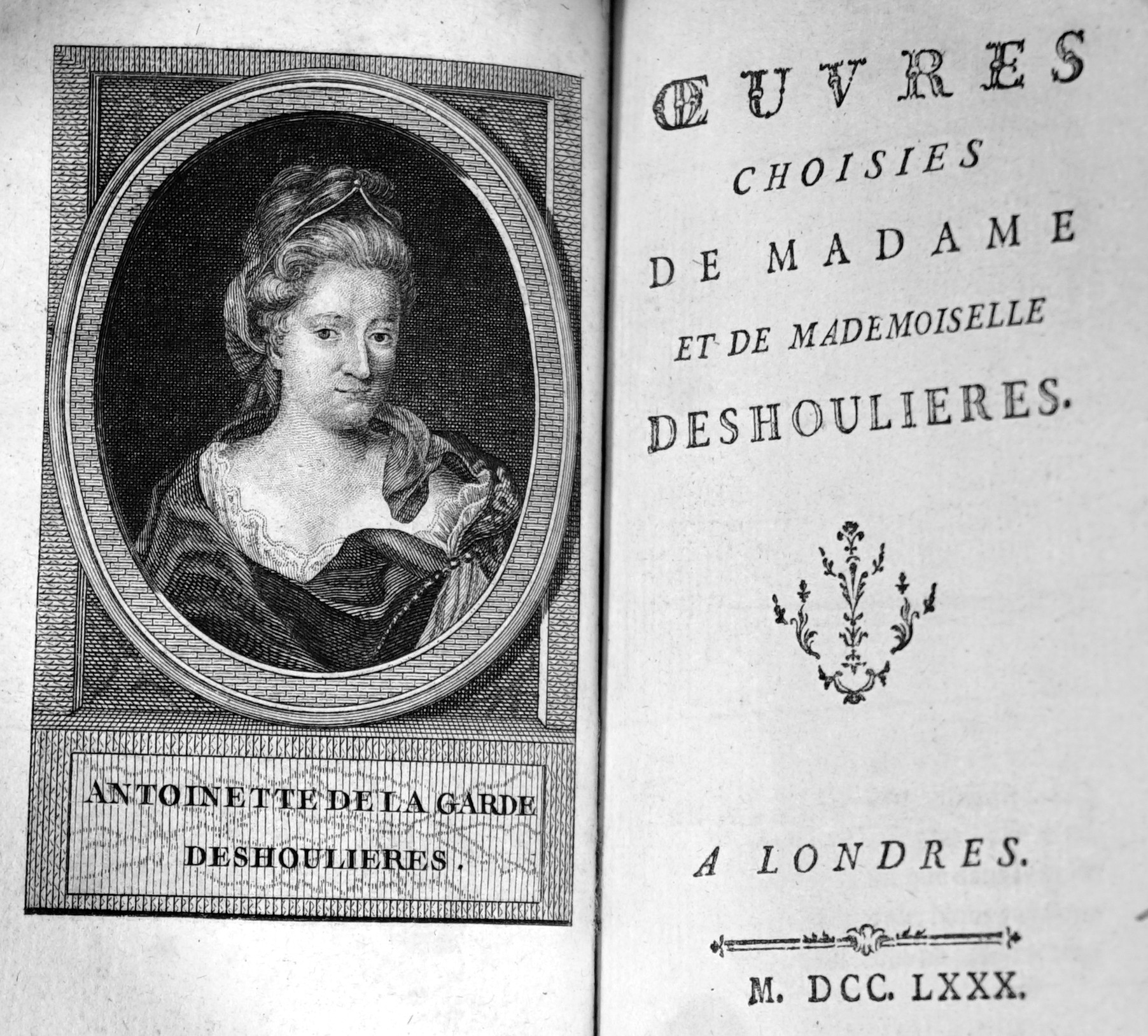
Œuvres de Madame Deshoulières et de Mademoiselle Deshoulières pubblicate nel 1780 da Hubert Cazin

- Œuvres de Madame Deshoulières et de Mademoiselle Deshoulières. Tome 1 (288 pages)Lire en ligne sur Gallica
- Œuvres de Madame Deshoulières et de Mademoiselle Deshoulières. Nouvelle édition augmentée... Tome 2 (378 pages) Lire en ligne sur Gallica
- Idylle. Les Moutons, Paris, Impr. royale, s.d.
- Poésies, Éd. critique par Sophie Tonolo, Paris, Classiques Garnier, 2010 ISBN 978-2-8124-0197-8
- L'enchantement des chagrins: poésies complètes, Éd. établie et annotée par Catherine Hémon-Fabre et Pierre-Eugène Leroy, Paris, Bartillat, 2005 ISBN 2-84100-354-X
- Les Amours de Grisette. Suivis de La Mort de cochon par Mlle. Deshoulières, Paris, Sansot, 1906
- Madame Deshoulières, textes réunis et présentés par Jean-Louis Murat; dessins de Carmelo Zagari, Saint-Étienne, Cahiers_intempestifs, 2001 ISBN 2-911698-19-3
- Genséric, tragédie représentée à l'Hôtel de Bourgogne, Paris, C. Barbin, 1680. Édition moderne par Perry Gethner, dans Théâtre de femmes, XVIIe siècle, dir. A. Evain, P. Gethner & H. Goldwyn, vol.2, Saint-Étienne, Publications de l'Université de Saint-Étienne, 2008.